# Julio Toro
Julio Toro, né en 1943, est un ancien joueur et entraîneur de basket-ball portoricain.

## Palmarès
- Finaliste du championnat des Amériques 1992 (Venezuela)
- 3e du championnat des Amériques 2003 (Porto Rico)
- 3e des Jeux panaméricains de 1999 et 2003 (Porto Rico)